# Рудаков, Максим Алексеевич
Максим Алексеевич Рудаков (род. 22 января 1996, Санкт-Петербург) — российский футболист, вратарь «Сочи». Мастер спорта России.

## Биография

### В клубе
Воспитанник петербургского футбола. В ДЮСШ «Кировец» начинал играть нападающим, затем перешёл в ворота. Также воспитанник «Локомотива» и «Смены». Перед сезоном 2012/13 был внесён в заявку «Зенита» под 51 номером. Дебютировал в молодёжном первенстве 28 сентября 2012 в домашнем матче против «Локомотива» (2:3). Всего в первенстве в сезонах 2012/13 — 2017/18 сыграл 68 матчей, пропустил 77 голов. В Юношеской лиге УЕФА в сезонах 2013/14 — 2015/16 сыграл 10 матчей, пропустил 20 голов.
Перед сезоном 2016/17 был отдан в аренду в клуб ПФЛ «Зенит» Пенза. В девяти играх пропустил 20 мячей; дважды соперники не забили в его ворота пенальти, попав в штангу. В зимнем перерыве вернулся в «Зенит», на Кубке ФНЛ в трёх играх за «Зенит-2» пропустил три гола. В марте — апреле сыграл в первенстве ФНЛ три матча, в которых пропустил 11 мячей. В следующем сезоне провёл один матч за «Зенит-2» — в первом туре в гостевом матче против «Шинника» (1:2).
Летом 2017 года должен был отправиться во вторую команду финского клуба ХИК, но смог уехать только осенью — уже в первую команду. С января 2018 года — в годичной аренде в ХИКе. Дебютировал 26 января в матче Кубка Финляндии против «Гнистана» (8:0). В чемпионате дебютировал 21 апреля в игре с КуПС (1:2). В составе финской команды стал чемпионом страны.
12 февраля 2020 года подписал контракт с «Ростовом». Дебютировал за донской клуб 16 мая 2021 года в «южном дерби» против «Краснодара», пропустив 3 мяча. В начале сезона 2021/22 перешёл в «Ротор» на правах аренды, но, не сыграв ни одного матча, 10 августа 2021 года вернулся в «Ростов».
В 2022-2023 годах играл в аренде в финской «Хонке», где был основным вратарём и выиграл с клубом Кубок финской лиги и бронзу чемпионата. После сезона-2023 клуб обанкротился, и Рудаков вернулся в «Ростов».

### В сборной
В 2012—2015 годах — игрок юношеской сборной под руководством Дмитрия Хомухи. Финалист Мемориала Гранаткина 2014, лучший вратарь турнира. Финалист чемпионата Европы по футболу 2015 (до 19 лет); дублёр Антона Митрюшкина, на поле не выходил.
В молодёжной сборной Николая Писарева сыграл один товарищеский матч — 10 ноября 2016 со Швейцарией (1:2).

## Личная жизнь
По состоянию на февраль 2017 года обучался на 4 курсе Университета имени Лесгафта (специальность — тренер).

## Достижения
«Зенит»
- Обладатель Кубка России: 2015/16

ХИК
- Чемпион Финляндии: 2018

«Хонка»
- Победитель Кубка лиги Финляндии: 2022
- Бронзовый призёр чемпионата Финляндии: 2022